# Leonid Bykow
Leonid Fiodorowicz Bykow, ros. Леони́д Фёдорович Бы́ков, ukr. Леоні́д Фе́дорович Би́ков (ur. 12 grudnia 1928, zm. 11 kwietnia 1979) – ukraiński radziecki aktor, reżyser i scenarzysta, pochodzenia ukraińskiego. Zasłużony Artysta RFSRR (1965), Ludowy Artysta Ukraińskiej SRR (1974).

## Życiorys
W 1951 ukończył studia aktorskie w Instytucie Teatralnym w Charkowie. W latach 1951–1960 był aktorem Narodowego Teatru Dramatycznego im. Tarasa Szewczenki w Charkowie. Zginął w wypadku samochodowym, w okolicach Kijowa.

## Filmografia

### Aktor
- 1953: Los Mariny (Судьба Марины) jako Saszko
- 1954: Pogromczyni tygrysów (Укротительница тигров) jako Pietia Mokin
- 1955: Maksim Perepelitsa (Максим Перепелица)
- 1958: Mój ukochany (Дорогой мой человек)
- 1959: Majowe gwiazdy (Майские звёзды) jako czołgista Alosza
- 1964: Nieśmiały w akcji (Зайчик) jako Lew Zajczyk
- 1968: Zwiadowcy (Разведчики) jako Makarenko
- 1973: Tylko starcy idą w bój (В бой идут одни «старики»)
- 1977: Szli żołnierze (Аты-баты, шли солдаты…)

### Reżyser
- 1964: Nieśmiały w akcji
- 1971: Где вы, рыцари?
- 1973: Tylko starcy idą w bój
- 1977: Szli żołnierze

### Scenarzysta
- 1973: Tylko starcy idą w bój